# Winkel, Zürich
Winkel är en ort och kommun i distriktet Bülach i kantonen Zürich, Schweiz. Kommunen har 4 929 invånare (2023).
I kommunen finns byarna Winkel, Rüti och Seeb. I kommunen finns även en del av landningsbanorna på Zürichs internationella flygplats.